# Belloy-Saint-Léonard
Belloy-Saint-Léonard (in piccardo Belloy-Saint-Lèyonârd) è un comune francese di 89 abitanti situato nel dipartimento della Somme nella regione dell'Alta Francia.

## Società

### Evoluzione demografica
Abitanti censiti